# 3764 Holmesacourt
3764 Holmesacourt (1980 TL15) là một tiểu hành tinh vành đai chính được phát hiện ngày 10 tháng 10 năm 1980 ở Đài thiên văn Perth, Perth, Western Australia.